# Jęczniki Małe
Jęczniki Małe is een plaats in het Poolse district  Człuchowski, woiwodschap Pommeren. De plaats maakt deel uit van de gemeente Człuchów en telt 300 inwoners.